# 井上廣子
井上 廣子（いのうえ ひろこ）は日本の写真家、映像作家、彫刻家。大阪府生まれ。奈良県生駒市在住。

## 人物
1990年代にファイバーワークの作家を始めるが、阪神・淡路大震災での経験を契機に隔離された人間の心の痛みや人を隔てる境界をテーマにするようになる。1999年より日本とドイツの双方で暮らし、2000年にルール地方はミュルハイムにアトリエを構えた。日本とルール地方を中心にベルリンやウィーン、デュッセルドルフなどでも活動。
1974年からから1975年における沖縄での文化人類学のフィールドワークの経験が、後のアーティスト活動の精神的な根幹となる。1995年の阪神・淡路大震災を機に、社会的トラウマ及び個人的トラウマに取り組む。
1998年には、大阪トリエンナーレ彫刻1998にてデュッセルドルフ市特別賞を、1999年にはLive-Art Scholarship 2001優秀賞を受賞。2004年に文化庁文化交流使に任命され、2007年に外務省より日・オーストリア21世紀委員会委員に任命される。クレムソン大学招待教授。